# Hister furciger
Hister furciger är en skalbaggsart som beskrevs av Sylvain Auguste de Marseul 1869. Hister furciger ingår i släktet Hister och familjen stumpbaggar. Inga underarter finns listade i Catalogue of Life.